# Richard Waldemar

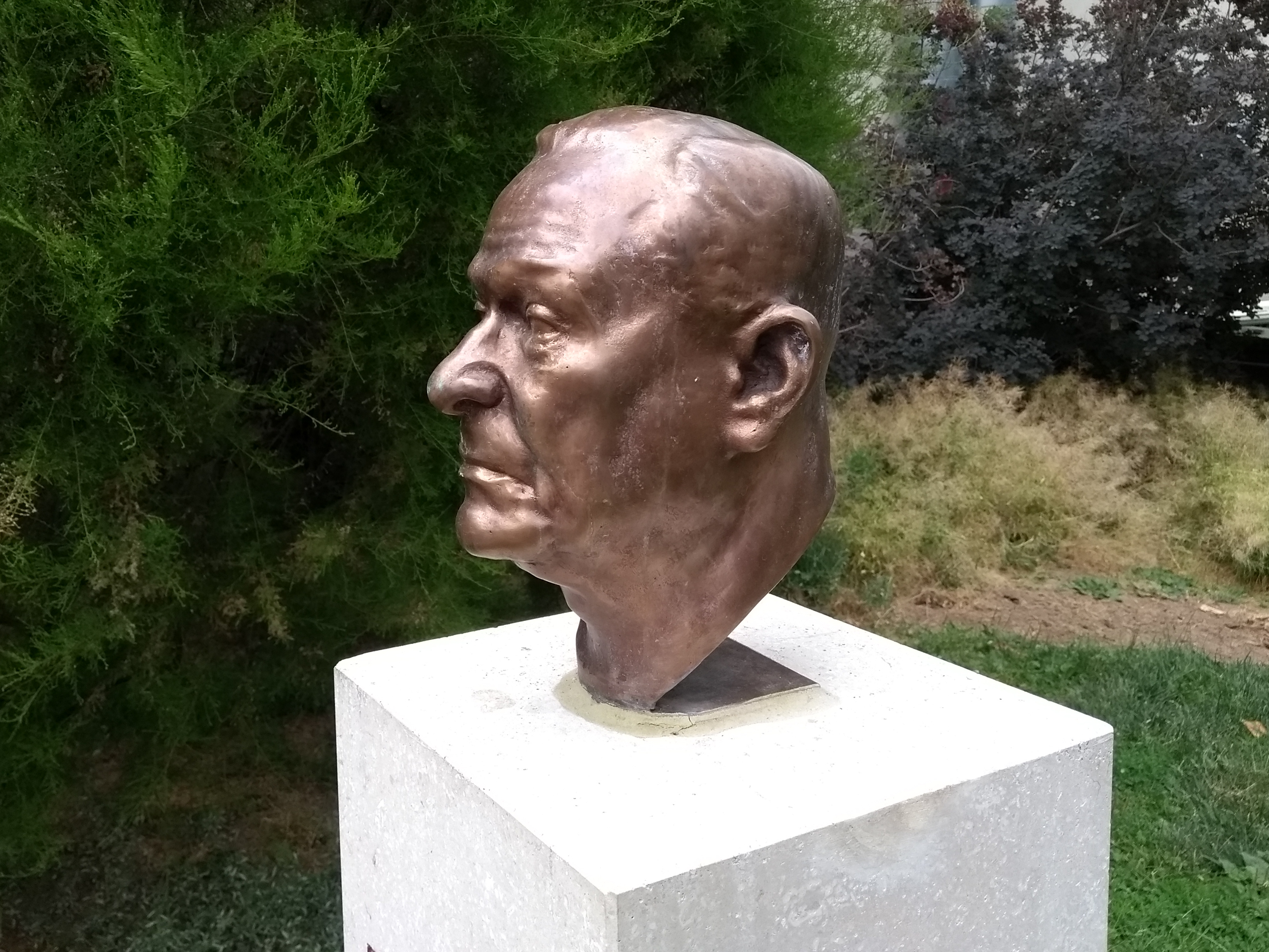
Büste im Richard-Waldemar-Park

Richard Waldemar, eigentlich Kramer, (* 3. Mai 1869 in Wien, Österreich-Ungarn; † 27. Dezember 1946 ebenda) war ein österreichischer Operettensänger (Bariton) und Schauspieler.

## Leben

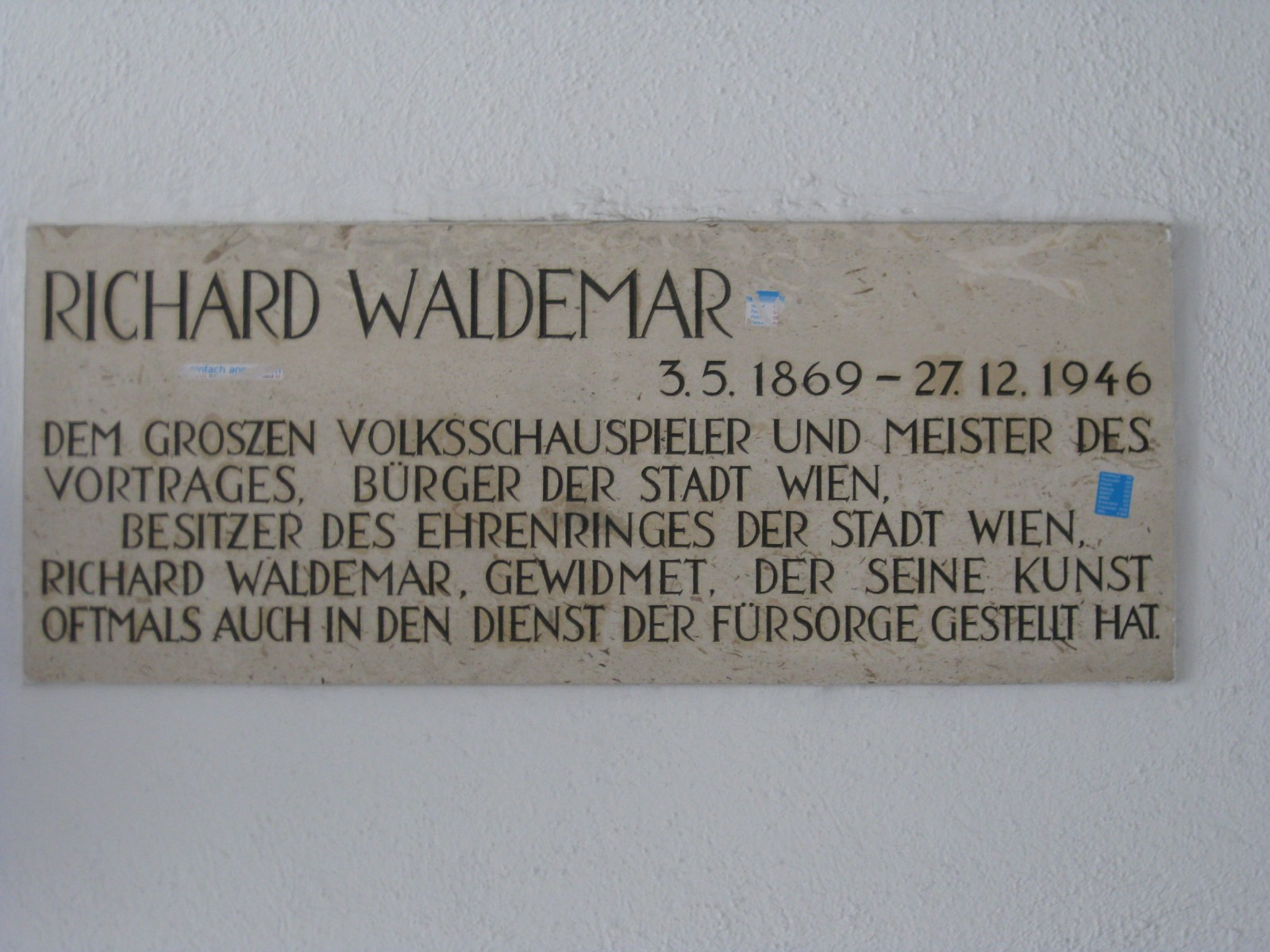
Gedenktafel am Haus Praterstraße 50 in Wien

Er besuchte die Mittelschule und kam nach kurzer beruflicher Tätigkeit bei der Eisenbahn zur Bühne. Nach dem Besuch einer Theaterschule hatte er seinen ersten Auftritt 1890 in Troppau. Dem folgten Engagements in Wiesbaden, München. Ab 1893 wirkte er in seiner Geburtsstadt Wien: Er trat im Theater in der Josefstadt, im Ronacher, im Carl- und Raimundtheater, im Theater an der Wien, im Apollo-, Bürger- und Johann-Strauß-Theater, im Danzers Orpheum, im Colosseum, beim Weigl und auch auf kleineren Bühnen auf. Zuerst vorwiegend im ernsten Fach, spielte er später mehr und mehr als Komiker. Er war auf Gastspielen im In- und Ausland. Er sprach bei der RAVAG und spielte in Stumm- und Tonfilmen. Es wurden auch Schallplatten mit ihm aufgenommen. Er erhielt 1939 den Ehrenring der Stadt Wien. Waldemar stand 1944 in der Gottbegnadeten-Liste des Reichsministeriums für Volksaufklärung und Propaganda.

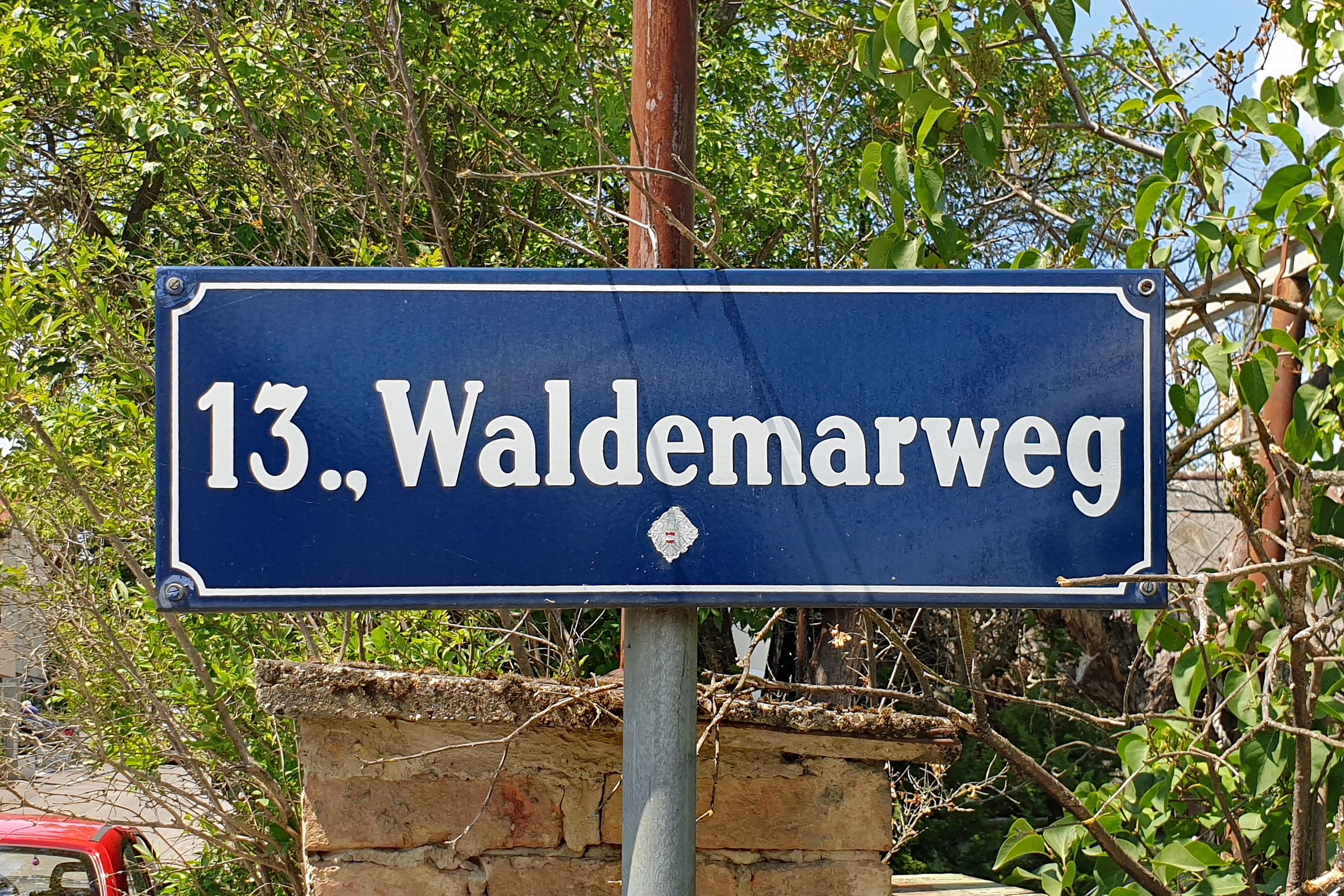
Straßenschild Waldemarweg

Es gibt in Wien den Richard-Waldemar-Hof, Richard-Waldemar-Park, das Waldemardenkmal und den Waldemarweg.

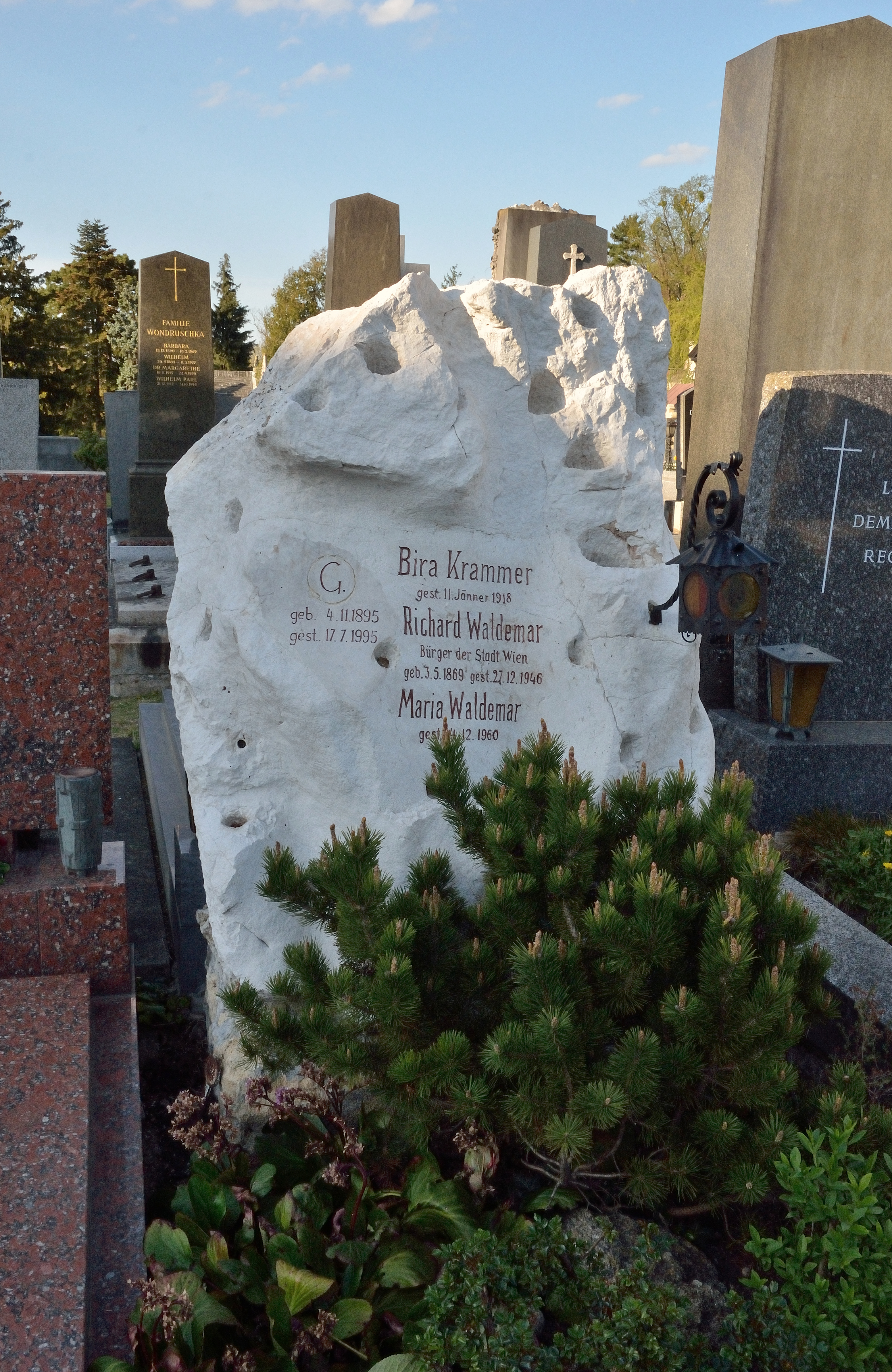
Grab am Hietzinger Friedhof

Er ruht in einem ehrenhalber gewidmeten Grab auf dem Hietzinger Friedhof (Gruppe 12, Nummer 144).

## Filmografie (Auswahl)
- 1913: Johann Strauß an der schönen blauen Donau
- 1917: Der Viererzug
- 1926: Der Balletterzherzog
- 1928: Der Geliebte seiner Frau
- 1928: Das Geheimnis der Villa Saxenburg (Die weiße Sonate)
- 1928: Befehl zur Ehe
- 1928: Die beiden Seehunde
- 1928: Dorine und der Zufall
- 1929: Was kostet Liebe?
- 1929: Die verschwundene Frau
- 1929: Unschuld (Die kleine Veronika)
- 1932: Lumpenkavaliere
- 1934: Frühjahrsparade
- 1936: Rendezvous in Wien
- 1936: Schatten der Vergangenheit
- 1936: Konfetti (Confetti)
- 1936: Der Weg des Herzens (Prater)
- 1936: Seine Tochter ist der Peter
- 1939: Hotel Sacher
- 1939: Leinen aus Irland
- 1939: Hochzeitsreise zu dritt
- 1939: Das jüngste Gericht